# 所得稅
，是稅種之一類，按自然人、公司或者法人為扣稅單位。世界各地有不同的課稅率系統，例如有累進稅率（progressive tax）也有單一平稅率多種。
有些國家或地区以公司為課稅的稱作企業稅，這經常被稱為公司稅、公司所得稅或營利事業綜合所得稅。有些國家或地区以個人收入課稅的。个人所得税为法律规定，自然人应向政府上缴的收入的一部分。各地政府在不同时期对个人应纳税收入的定义和征收的百分比不尽相同，有时还分稿费收入、工资收入以及偶然所得（例如彩票中奖）等等情况分别纳税。目前全世界中僅只有卡達、阿曼、撒拉威和巴林沒有徵收所謂的所得稅。

## 的所得稅

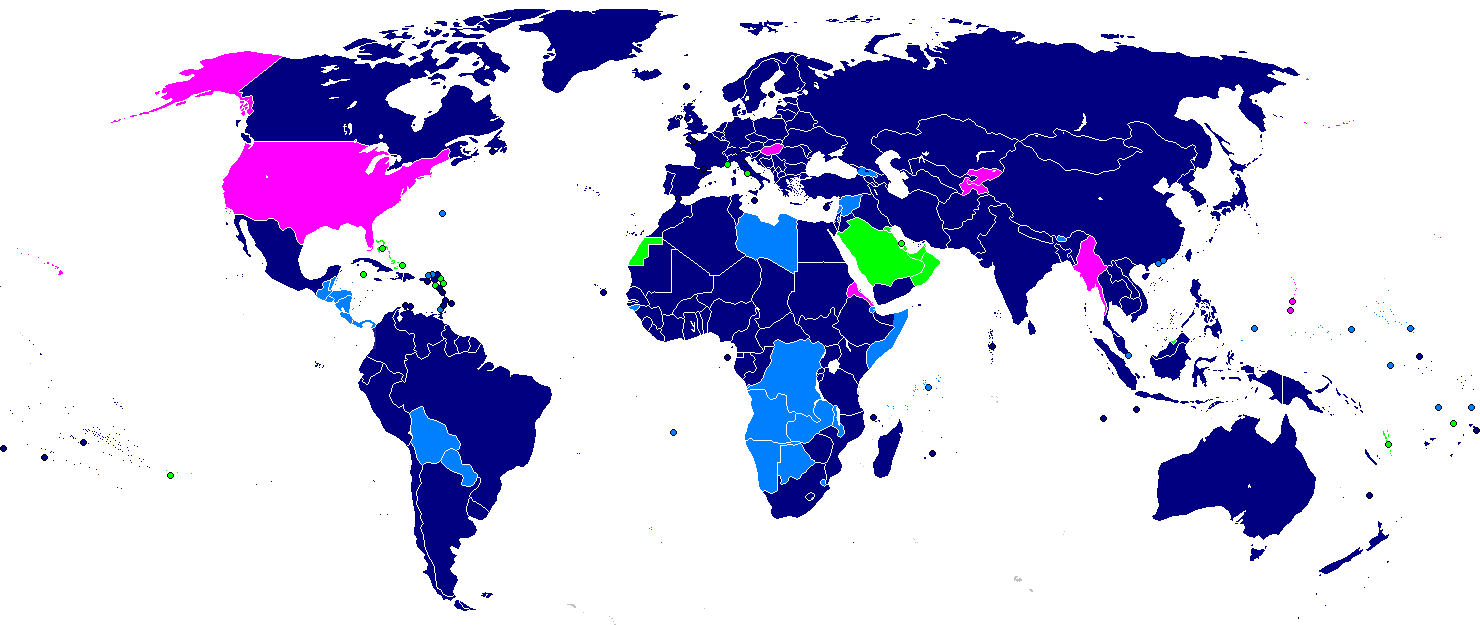
全球稅制
無所得稅
屬地主義
實居地主義
屬人主義

## 中華民國（臺灣）的所得稅
- 綜合所得稅：課徵對象為個人。
- 營利事業所得稅：課徵對象為營利事業。

### 稅捐稽徵
租稅具有優先受償權
稅捐之徵收，優先於普通債權。土地增值稅、地價稅、房屋稅之徵收及法院、法務部行政執行署所屬行政執行分署執行拍賣或變賣貨物應課徵之營業稅，優先於一切債權及抵押權。除土地增值稅、地價稅、房屋稅之徵收及法院、行政執行分署執行拍賣或變賣貨物應課徵之營業稅以外，其餘稅捐之徵收，雖具有優先權，僅優先於普通債權。優先債權與擔保債權之清償，何者優先，則視法律有無規範。如海商法之海事優先權，海事優先權之清償次序，在船舶抵押權之前。
從新從輕原則
針對稅捐秩序罰之行政處分，所提起之行政救濟當中，行政救濟之裁定所依據之法律有所變更時，應適用最有利於納稅義務人之法律。稅務違章裁處罰鍰之案件，可適用從新從輕原則，至於違章逃漏稅而應課徵本稅部分，則適用實體從舊原則。稅捐稽徵法第48條之3從新從輕原則僅適用於違反作為或不作為義務而裁處之行政罰，尚不及於除此以外之事項。課徵本稅有關之法律規定或漏稅額之計算等，雖於行為後法律經修正，本稅及據以科處行政罰所涉及之漏稅額計算，如免稅額、扣除額、稅率等，均適用行為時法律(實體從舊原則)。
稅捐刑罰
對於租稅課徵之侵害情形係屬嚴重者，而構成租稅犯罪，科處刑罰。納稅義務人以詐術逃漏稅捐者，處有期徒刑、拘役或科或併科罰金。逃稅屬侵害國家的法益，由於租稅屬於國家的財政收入，逃稅行為等同竊取國家的財產，在多數法制國家將逃稅行為視為犯罪行為，如美国海外账户税收合规法。
稅捐執行
行政執行為執行機關依據執行名義，對於債務人實施強制力，促使債權人之公法上債權得以實現或保全債務人財產之程序。納稅義務人應納稅捐，於稅捐繳納期間屆滿三十日後仍未繳納者，由稅捐稽徵機關移送應納稅捐所在地之該管行政執行分署強制執行。
假扣押
公法上之權利由於現狀變更，有無法實現或難以實現之疑慮者，為保全未來強制執行，得向法院聲請假處分。假扣押為債權人就金錢之請求，為保全未來之可能執行，將債務人之責任財產予以查封，剝奪債務人對責任財產之處分權。納稅義務人欠繳應納稅捐者，稅捐稽徵機關得就納稅義務人相當於應繳納稅捐之財產，通知有關機關，不得為移轉或設定他項權利；欠繳應納稅捐為營利事業者，得通知主管機關，限制其減資或註銷之登記。欠繳應納稅捐之納稅義務人，有隱匿或移轉財產、逃避稅捐執行之跡象者，稅捐稽徵機關得聲請法院就其財產實施假扣押，稅捐稽徵機關免提供擔保。

### 綜合所得稅
綜合所得稅的計算如下：
- 綜合所得淨額 ＝ 所得總額 − 免稅額 − 標準扣除額 − 特別扣除額
- 應納稅額 ＝ 綜合所得淨額 × 稅率 − 累進差額
- 應繳納稅額或應退稅額 ＝ 應納稅額 − 扣繳稅額及可扣抵稅額

| 綜合所得淨額           | 税率 | 累進差額  |
| ---------------------- | ---- | --------- |
| 0 ～ 540,000           | 5%   | 0         |
| 540,001 ～ 1,210,000   | 12%  | 37,800元  |
| 1,210,001 ～ 2,420,000 | 20%  | 134,600元 |
| 2,420,001 ～ 4,530,000 | 30%  | 376,600元 |
| 4,530,001 ～           | 40%  | 829,600元 |

### 營利事業所得稅
- 營業收入淨額 ＝ 營業收入總額 — 銷貨退回 — 銷貨折讓
- 營業毛利 ＝ 營業收入淨額 — 銷貨成本
- 營業淨利 ＝ 營業毛利 — 營業費用
- 全年所得額 ＝ 營業淨利 ＋ 非營業收入總額 — 非營業損失及費用總額
- 課稅所得額 ＝ 全年所得額 - 前10年核定虧損本年度扣除額 — 合於獎勵規定之免稅所得  — 停徵之證券、期貨交易所得(損失)  — 免徵所得稅之出售土地增益(損失)

| 課稅所得額      | 税率                    |
| --------------- | ----------------------- |
| 120,000以下     | 0%                      |
| 120,000~200,000 | 超過120,000之所得額半數 |
| 200,001 以上    | 20%                     |

企業合併之商譽攤銷費用
公司具合理商業目的，依企業併購法或金融機構合併法與其他公司合併，或收購其他公司之業務，其併購成本超過所取得之企業可辨認淨資產公允價值部分，認列為商譽，於十五年內平均攤銷。得認列商譽之公司提示併購之合理商業目的、併購成本及可辨認淨資產公允價值之證明文件，並填附「商譽核認檢核表」者，得核實認列商譽，以作為費用。

## 中华人民共和国的所得税
个人所得税计算如下：（以2018年9月更改起征点計算）
- 个人所得税征收基数=当月工资总额-社保-5000
- 个人所得税=个人所得税征收基数*税率-速算扣除数
- 實施超额累进税率

| 應納稅收入         | 税率 | 速算扣除基數 |
| ------------------ | ---- | ------------ |
| 0<基数≤3,000       | 3%   | 0            |
| 3,000<基数≤12,000  | 10%  | 210          |
| 12,000<基数≤25,000 | 20%  | 1410         |
| 25,000<基数≤35,000 | 25%  | 2660         |
| 35,000<基数≤55,000 | 30%  | 4410         |
| 55,000<基数≤80,000 | 35%  | 7160         |
| 80,000<基数        | 45%  | 15160        |

### 2019年施行
| 級數 | 全年納稅所得額                                   | 税率 |
| ---- | ------------------------------------------------ | ---- |
| 1    | ≤36,000（3,000x12）                              | 3%   |
| 2    | 36,000（3,000x12）<所得額≤144,000（12,000x12）   | 10%  |
| 3    | 144,000（12,000x12）<所得額≤300,000（25,000x12） | 20%  |
| 4    | 300,000（25,000x12）<所得額≤420,000（35,000x12） | 25%  |
| 5    | 420,000（35,000x12）<所得額≤660,000（55,000x12） | 30%  |
| 6    | 660,000（55,000x12）<所得額≤960,000（80,000x12） | 35%  |
| 7    | 960,000（80,000x12）<所得額                      | 45%  |

注：
1. 本表所称全年应纳税所得额是指依照本法第六条的规定，居民个人取得综合所得以每一纳税年度收入额减除费用六万元以及专项扣除、专项附加扣除和依法确定的其他扣除后的余额。
2. 非居民个人取得工资、薪金所得，劳务报酬所得，稿酬所得和特许权使用费所得，依照本表按月换算后计算应纳税额。
3. 根据《个人所得税专项附加扣除操作办法（试行）》，从2019年1月1日起，纳税人享受子女教育、继续教育、大病医疗、住房贷款利息或者住房租金、赡养老人专项附加扣除[24]。2022年3月28日再將3岁以下婴幼儿照护納入个人所得税专项附加扣除範圍[25]。

| 級數 | 全年納稅所得額                                      | 税率 |
| ---- | --------------------------------------------------- | ---- |
| 1    | 所得額≤30,000（5,000x12）                           | 5%   |
| 2    | 30,000（5,000x12）<所得額≤90,000（8,000x12）        | 10%  |
| 3    | 90,000（8,000x12）<所得額≤300,000（25,000x12）      | 20%  |
| 4    | 300,000（25,000x12）<所得額≤500,000（41,666.67x12） | 30%  |
| 5    | 500,000（41,666.67x12）<所得額                      | 35%  |

注：本表所称全年应纳税所得额是指依照本法第六条的规定，以每一纳税年度的收入总额减除成本、费用以及损失后的余额。
在中華人民共和國，与所得税有关的法律有：
- 1980年9月10日 第五届全国人民代表大会第三次会议通过了《中华人民共和国个人所得税法》和《中华人民共和国中外合资经营企业所得税法》
- 1981年12月13日 第五届全国人民代表大会第四次会议通过了《中华人民共和国外国企业所得税法》
- 1983年9月2日 第六届全国人民代表大会常务委员会第二次会议通过了《关于修改〈中华人民共和国中外合资经营企业所得税法〉的决定》和《中华人民共和国中外合资经营企业所得税法（修正）》
- 1991年4月9日 第七届全国人民代表大会第四次会议通过了《中华人民共和国外商投资企业和外国企业所得税法》
- 1993年10月31日 第八届全国人民代表大会常务委员会第四次会议通过了《关于修改〈中华人民共和国个人所得税法〉的决定》
- 1993年10月31日公布《中华人民共和国个人所得税法》（第一次修正），自公布之日起施行
- 1999年8月30日 第九届全国人民代表大会常务委员会第十一次会议通过了《关于修改〈中华人民共和国个人所得税法〉的决定》
- 1999年8月30日公布《中华人民共和国个人所得税法》（第二次修正），自公布之日起施行
- 2005年10月27日 第十届全国人民代表大会常务委员会第十八次会议通过了《关于修改〈中华人民共和国个人所得税法〉的决定》
- 2005年10月27日公布《中华人民共和国个人所得税法》（第三次修正），自2006年1月1日起施行
- 2007年3月16日 第十届全国人民代表大会第五次会议通过了《中华人民共和国企业所得税法》，自2008年1月1日起施行
- 2007年6月29日 第十届全国人民代表大会常务委员会第二十八次会议通过了《关于修改〈中华人民共和国个人所得税法〉的决定》
- 2007年6月29日公布《中华人民共和国个人所得税法》（第四次修正），自公布之日起施行
- 2007年12月29日 第十届全国人民代表大会常务委员会第三十一次会议通过了《关于修改〈中华人民共和国个人所得税法〉的决定》
- 2007年12月29日公布《中华人民共和国个人所得税法》（第五次修正），自2008年3月1日起施行
- 2011年6月30日 第十一届全国人大常务委员会第二十一次会议通过了《关于修改〈中华人民共和国个人所得税法〉的决定》
- 2011年6月30日公布《中华人民共和国个人所得税法》（第六次修正），自2011年9月1日起施行
- 2018年8月31日第十三届全国人民代表大会常务委员会第五次会议通过《关于修改〈中华人民共和国个人所得税法〉的决定》,草案二审表决通过，修正案将会由国家主席签署国家主席令予以公布，并自2019年1月1日起实施。

## 新加坡的所得稅
- 符合以下條件之一，則為納稅居民：
  - 新加坡人
  - 新加坡永久居民
  - 上一年度在新加坡居留超過183天的外籍人士
  - 上一年度在新加坡工作超過183天的外籍人士（公司董事除外）

### 税率
| 應納稅收入                       | 税率    | 應納稅額      |
| -------------------------------- | ------- | ------------- |
| 首SGD 20,000元 之後的 10,000元   | 0 2%    | 0 200         |
| 首SGD 30,000元 之後的 10,000元   | - 3.5%  | 200 350       |
| 首SGD 40,000元 之後的 40,000元   | - 7%    | 550 2,800     |
| 首SGD 80,000元 之後的 40,000元   | - 11.5% | 3,350 4,600   |
| 首SGD 120,000元 之後的 40,000元  | - 15%   | 7,950 6,000   |
| 首SGD 160,000元 之後的 40,000元  | - 17%   | 13,950 6,800  |
| 首SGD 200,000元 之後的 120,000元 | - 18%   | 20,750 21,600 |
| 首SGD 320,000元 之後的 320,000元 | - 20%   | 42,350        |

## 日本的所得稅

### 税率
以被課稅的總所得金額700萬日圓為例，所得稅稅額計算如下：
　7,000,000 × 23%（税率）- 636,000（速算扣除額）＝974,000（所得稅）
| 被課稅的總所得           | 税率 | 速算扣除額 |
| ------------------------ | ---- | ---------- |
| 195萬以下                | 5%   | 0          |
| 超過195萬，330萬以下     | 10%  | 97,500     |
| 超過330萬，695萬以下     | 20%  | 427,500    |
| 超過695萬，900萬以下     | 23%  | 636,000    |
| 超過900萬，1,800萬以下   | 33%  | 1,536,000  |
| 超過1,800萬，4,000萬以下 | 40%  | 2,796,000  |
| 超過4,000萬              | 45%  | 4,796,000  |

## 香港的入息稅
按《香港法例》第112章，即是《稅務條例》(內行人簡稱之為"IRO")，在香港如下三種收入是要課稅的:
1. 利得稅 IRO 第14條
2. 薪俸稅 IRO 第8條
3. 物業稅 IRO 第5條